# Oscar Hammerstein
Oscar Greeley Clendenning Hammerstein II, född 12 juli 1895 i New York, död 23 augusti 1960 i Doylestown i Pennsylvania, var en amerikansk sångtextförfattare.
Hammerstein skrev texter till 850 sånger. Några av de mest kända är "Ol' Man River" ur Teaterbåten, "Indian Love Call" (Rose Marie), "People Will Say We're in Love" och "Oklahoma" ur musikalen Oklahoma!, "Some Enchanted Evening"" (South Pacific), "Getting to Know You" (Kungen och jag) samt "The Sound of Music" och "Climb Ev'ry Mountain" ur Sound of Music.